# Кузнецов Микола Герасимович
Кузнецов Микола Герасимович (*11 (24) липня 1904 с. Медведки, Вологодська губернія  — 6 грудня 1974, Москва) — радянський політичний та військово-морський діяч, флотоводець, Адмірал Флоту Радянського Союзу (1955), Герой Радянського Союзу (1945), Народний комісар Військово-Морського Флоту СРСР (1939—1946), Головнокомандувач Військово-Морського Флоту СРСР. Член ЦК КПРС у 1939—1956 роках. Депутат Верховної ради СРСР 2-го і 4-го скликань.

## Початок кар'єри
Син казенного селянина Герасима Федоровича Кузнецова (1861—1915). З 1917 розсильний Архангельського порту. У 1919 15-річний Кузнецов вступив в Северодвінську флотилію, приписавши собі два роки, щоб бути прийнятим (помилковий рік народження 1902 дотепер зустрічається в деяких довідниках). З 1922 служив в Петрограді, в 1923–1926 вчився в військово-морському училищі ім. Фрунзе, яке закінчив з відзнакою 5 жовтня 1926. Місцем служби вибрав Чорноморський флот і крейсер «Червона Україна», перший з добудованих в СРСР крейсерів (командир батареї, командир роти, старший вахтовий начальник). У 1929–1932 слухач Військово-морської академії, яку також закінчив з відзнакою. У 1932–1933 — старший помічник командира крейсера «Червоний Кавказ». З листопада 1933 по серпень 1936 командував крейсером «Червона Україна», де довів до досконалості систему бойової готовності одиночного корабля. У серпні 1936 році відправлений на громадянську війну в Іспанію, де був головним військово-морським радником республіканського уряду (прийняв псевдонім дон Ніколас Лепанто, в честь найвизначнішої морської перемоги Іспанії). Брав участь у підготовці та проведенні бойових операцій республіканського флоту, забезпечував прийом транспортів з СРСР. За діяльність в Іспанії нагороджений орденами Леніна та Червоного Прапора.
З серпня 1937 — капітан I рангу та заступник командувача, з січня 1938 по березень 1939 — командувач Тихоокеанським флотом. 2 лютого 1938 року присвоєно чергове військове звання флагман 2-го рангу. Сили флоту під командуванням Кузнецова підтримували дії сухопутних сил під час боїв біля озера Хасан.
У березні 1939 Кузнецов переводиться в Москву на посаду заступника Наркома ВМФ СРСР. 3 квітня 1939 року присвоєно позачергове військове звання флагман флоту 2-го рангу.

## Нарком ВМФ
29 квітня 1939 34-річний Кузнецов призначений Народним комісаром ВМФ СРСР: він був наймолодшим наркомом в Союзі та першим моряком на цій посаді (раніше наркомам були комісар Смірнов та чекіст Фриновський; обидва вони були активними організаторами репресій на флоті та обидва самі стали їх жертвами). Вніс великий внесок у зміцнення обезголовленого чистками флоту перед війною; провів ряд великих навчань, особисто відвідав безліч кораблів, вирішуючи організаційні та кадрові питання. Став ініціатором відкриття нових морських училищ та морських спецшкіл (згодом нахімовських училищ). Також, його наказом 1939 року була збережена стара Петербурзька інженерна науково-педагогічна школа, був повернений назад в Ленінград Морський інженерний факультет, і під ім'ям ВІТУ відновлена Миколаївська інженерна науково-педагогічна школа. При його активній участі були прийняті дисциплінарний та корабельний статути ВМФ. 24 липня 1939 року з його ініціативи введений День Військово-Морського Флоту. При введенні генеральських та адміральських звань в червні 1940 року йому було присвоєно звання адмірала. Його наказом 1941 року було створено перший водолазний спеціальний підрозділ РОН (Рота особливого призначення).

## Німецько-радянська війна і післявоєнний час
До початку Німецько-радянської війни адмірал Кузнецов вніс істотний внесок у посилення бойової могутності, в підвищення боєготовності сил і засобів ВМФ. Напередодні нападу Німеччини на СРСР прийняв дієві заходи по підвищенню боєготовності флотів, а в ніч на 22 червня віддав наказ про приведення їх у повну бойову готовність, що дозволило уникнути втрат кораблів та морської авіації.
Під час війни Кузнецов оперативно та енергійно керував флотом, координуючи його дії з операціями інших Збройних Сил. Був членом Ставки Верховного Головнокомандування, постійно виїжджав на кораблі та фронти. Флот запобіг вторгненню на Кавказ з моря. Велику роль у протидії противнику зіграли морська авіація та підводний флот. ВМФ супроводжував конвої з ленд-лізом та надавав допомогу союзникам. Значна роль приділялася морській освіті та врахуванню досвіду війни.
В 1945 брав участь у складі радянської делегації в роботі Кримської та Потсдамської конференцій керівників трьох союзних держав.
31 травня 1944 Кузнецову присвоєно військове звання адмірал флоту (чотири зірки, рівне генералу армії). 25 травня 1945 це звання прирівняне до званню Маршала Радянського Союзу та введені погони маршальського типу. 14 вересня 1945 року Кузнецову присвоєно звання Героя Радянського Союзу.
Після війни продовжував очолювати радянський флот. Із 1946 по 1948 рік був військово — морським міністром СРСР.
У 1948 році був репресований, звинувачений у державній зраді, понижений у військовому званні до віце — адмірала.
Після смерті Сталіна Кузнецов був не тільки відновлений у попередньому званні, але й отримав нове звання — Адмірал флоту Радянського Союзу. У 1953—1956 роках очолював радянський ВМФ.
У 1956 році через аварію на лінкорі «Новоросійськ» знятий з посади, понижений у званні до віце — адмірала і відправлений у відставку.

## Пам'ять

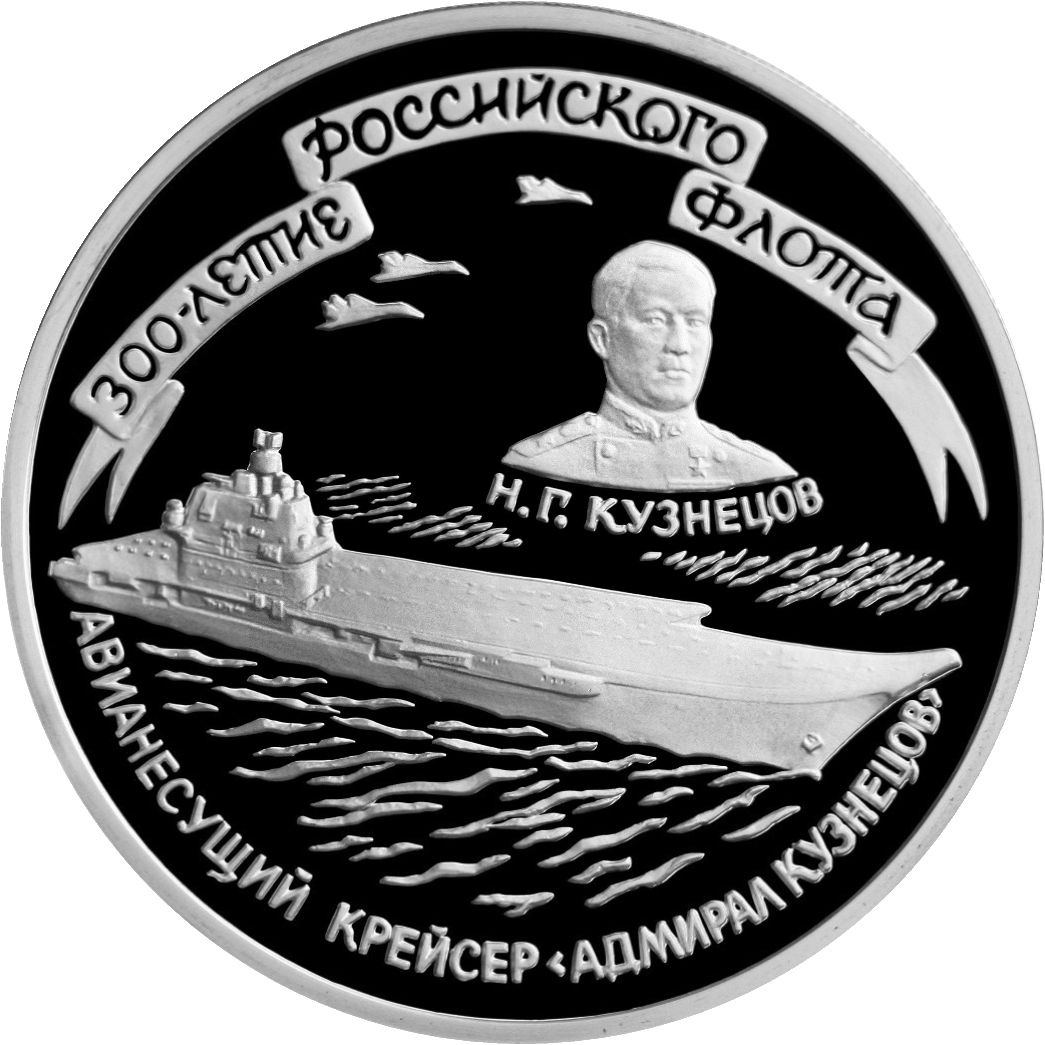
Пам'ятна срібна монета ЦБ РФ «Авіаносний крейсер „Адмірал Кузнецов“» із серії «300-річчя Російського флоту». Аверс.

Пам'ятники Кузнецову споруджені в Севастополі, Владивостоці та Архангельську. Погруддя Кузнецова встановлені в Військовому інженерно-технічному університеті в Санкт-Петербурзі, у дворі школи № 1465 його імені в Москві, у дворі дитячого морського центру імені Петра Великого в Москві, біля Будинку дитячої творчості в місті Котласі. Меморіальні дошки встановлені на будівлі Головного штабу ВМФ у Москві, на будинку № 9 по Тверській вулиці в Москві, на будинку на вулиці Запаріна в Хабаровську.
Міністерством оборони Російської Федерації заснована медаль «Адмірал Флоту Радянського Союзу Н. Г. Кузнецов». Меморіальний музей створений в селі Медведки Котласького району Архангельської області.
4 жовтня 1990 року наказом міністра оборони СРСР авіаносний крейсер «Тбілісі» перейменований в черговий раз (4-й) і став називатися «Адмірал флоту Радянського Союзу Кузнецов» на честь головнокомандувача ВМФ СРСР в 1939—1955 роки Миколи Герасимовича Кузнецова.